# Битка при Кана (1018)
Втората битка при Кана (Cannae) се състои през октомври 1018 г. на брега на река Офанто между византийците под командването на катепана Василий Войоанис и южноиталийските въстаници с командир Мелис от Бари, които искат да изгонят византийците от Южна Италия.
Въстаниците са подкрепяни от лангобардските князе на Южна Италия и от папа Бенедикт VIII, който привлякъл и множество нормански наемни рицари с командир Райнулф Дренгот, които образуват голяма част от антивизантийската войска.
Въстаниците първо са с успехи от 1017 г. През есента на 1018 г. по-многобройната византийска войска ги побеждава напълно в кръвополитна битка и византийската власт още веднъж е стабилизирана за две десетилетия. Също и Салерно с княз Ваймар IV трябва временно да признае византийската власт. Взетите от въстаниците нормани, въпреки претърпените загуби, остават в страната, вземат други преселници и основават самостоятелно господство, което през следващите десетилетия изгонва всички политически конкуренти (византийци, лангобардски князе, араби) от Южна Италия.